# Episodi de Le nuove avventure di Lupin III
Qui di seguito sono elencati gli episodi della seconda serie di Lupin III, opera derivata dal manga di Monkey Punch.

## Lista episodi
| Nº                      | Titolo italiano Giapponese 「Kanji」 - Rōmaji - Traduzione letterale | In onda           | In onda |
| Nº                      | Titolo italiano Giapponese 「Kanji」 - Rōmaji - Traduzione letterale | Giapponese        |         |
| Stagione 1 (26 episodi) | |                   |         |
| 1                       | Il ritorno di Lupin III 「ルパン三世颯爽登場」 - Rupan sansei sassō tōjō – "L'apparizione audace di Lupin III" | 3 ottobre 1977    |         |
| 1                       | Un biglietto di invito a una festa riunisce la banda di Lupin su una lussuosa nave da crociera. Durante il viaggio accadono cose molto strane e qualcuno tenta di uccidere i quattro amici finché, durante una cena, scompaiono per ritrovarsi in un luogo nascosto davanti ad un vecchio nemico: Mister X, il capo dell'associazione criminale "Scorpione". |                   |         |
| 2                       | Ricco tramonto a Rio 「リオの夕陽に咲く札束」 - Rio no yūhi ni saku satsutaba – "Un bouquet di banconote sboccia al tramonto di Rio" | 10 ottobre 1977   |         |
| 2                       | Lupin vuole impossessarsi dei soldi di una partita di calcio a Rio de Janeiro, ma viene arrestato ubriaco dopo un incidente d'auto. Zenigata viene avvisato dell'avvenuto e crede che la faccenda sia troppo strana. |                   |         |
| 3                       | L'eredità di Hitler 「ヒトラーの遺産」 - Hitorā no isan – "L'eredità di Hitler" | 17 ottobre 1977   |         |
| 3                       | Lupin vuole impossessarsi dell'eredità di Hitler, il sanguinario dittatore nazista, ma sembra che l'unico a sapere dell'ubicazione del tesoro, un vecchio ufficiale nazista, abbia perso la memoria dopo lo shock subito per la fine del regime nazista. |                   |         |
| 4                       | Il mostro del lago 「ネッシーの唄が聞こえる」 - Nesshī no uta ga kikoeru – "Ascolta la canzone di Nessie" | 24 ottobre 1977   |         |
| 4                       | Mentre Margot passeggia e canticchia sulla riva di Loch Ness, emerge dall'acqua la famosa figura di Nessie, che sembra essere attratta dal suo canto. |                   |         |
| 5                       | Come trasportare i lingotti d'oro 「金塊の運び方教えます」 - Kinkai no hakobikata oshiemasu – "Come trasportare i lingotti d'oro" | 31 ottobre 1977   |         |
| 5                       | Lupin viene ingaggiato da un uomo a rubare i lingotti d'oro della banca svizzera, ma il vero problema non è rubarli, ma come portarli via dal paese. |                   |         |
| 6                       | La fabbrica del terremoto 「ピサの斜塔は立っているか」 - Pisa no shatō wa tatteiruka – "La torre pendente di Pisa resiste" | 7 novembre 1977   |         |
| 6                       | Uno scienziato pazzo crea una macchina che crea terremoti, ed entrerà in conflitto con Lupin. |                   |         |
| 7                       | La maledizione di Tutankhamon 「ツタンカーメン三千年の呪い」 - Tutankāmen sanzennen no noroi – "La maledizione di Tutankhamen di tremila anni" | 14 novembre 1977  |         |
| 7                       | Lupin ruba la maschera di Tutankhamon, ma viene colpito dalla maledizione presente in essa. |                   |         |
| 8                       | L'Orient Express 「ベネチア超特急」 - Benechia chōtokkyū – "Il super-espresso di Venezia" | 21 novembre 1977  |         |
| 8                       | Lupin e la sua banda decidono di rubare i gioielli di un ricco scommettitore di cavalli, in viaggio sull'Orient Express, un treno che va da Venezia a Parigi. Come al solito, però, Zenigata è sulle sue tracce ed è pronto a rovinargli i piani. |                   |         |
| 9                       | La collezione Ukiyo-e 「浮世絵ブルースはいかが」 - Ukiyoe burūsu wa ikaga – "Cosa ne dici del Blues Ukiyo-e" | 28 novembre 1977  |         |
| 9                       | Margot e un attore progettano una farsa per Lupin, cercando di fargli rubare un quadro della collezione Ukiyo-e. |                   |         |
| 10                      | Il furto della scheda M123 「ファイルＭ１２３を盗め」 - Fairu M123 o nusume – "Ruba il file M123" | 5 dicembre 1977   |         |
| 10                      | Lupin viene rapito e incaricato di rubare una scheda penale da Scotland Yard, sotto minaccia di una bomba attaccata a se stesso. |                   |         |
| 11                      | Il gran premio di Montecarlo 「モナコＧＰに賭けろ」 - Monako GP ni kakero – "Scommetti sul GP di Monaco" | 12 dicembre 1977  |         |
| 11                      | Lupin partecipa al Gran Premio di Montecarlo, ma intende vincere i soldi scommessi su di se, così da poter mandare in fallimento un uomo che lo aveva battuto a Poker. |                   |         |
| 12                      | Un regalo per il presidente 「大統領への贈り物」 - Daitōryō eno okurimono – "Un regalo per il presidente" | 19 dicembre 1977  |         |
| 12                      | Lupin architetta un piano per rubare alcune bottiglie di Bordeaux che pare Napoleone avesse acquistato per la sua amata moglie Josephine. |                   |         |
| 13                      | La formula segreta 「サンフランシスコ大追跡」 - San Furanshisuko daitsuiseki – "Il grande inseguimento di San Francisco" | 26 dicembre 1977  |         |
| 13                      | La NASA mette a punto un metodo per produrre diamanti artificiali. Il microfilm della formula segreta viene applicato sulla capsula di un dente dell'ispettore Zenigata. Lupin, deciso ad entrare in possesso della formula, si mette sulle tracce dell'ispettore. |                   |         |
| 14                      | Il tempio della magia nera 「カリブ海の大冒険」 - Caribukai no daibōken – "La grande avventura nei Caraibi" | 9 gennaio 1978    |         |
| 14                      | Lupin vuole rubare un rubino di proprietà di Howard, un miliardario della Giamaica innamorato di Margot. |                   |         |
| 15                      | La grande sfida 「名探偵空をゆく」 - Meitantei sora o iku – "I grandi detective prendono il volo" | 16 gennaio 1978   |         |
| 15                      | Il vecchio e infermo conte Gabriel XIII proviene dalla famiglia Gabriel, nel passato di una contea austriaca, e per generazioni proprietaria di un'unica gemma preziosa: il rubino chiamato la Lacrima di Dracula. Un tempo era al servizio di Hitler, ora è lo studioso di dirigibili più famoso al mondo ed esperto di romanzi polizieschi. Il lavoro della sua vita è cercare di catturare Lupin per mostrare al mondo la superiorità dei tedeschi. Lo sfida a rubare il rubino sul suo risibile dirigibile, lo Hendenburg, durante il viaggio inaugurale attraverso l'Atlantico dal suo aeroporto privato in Germania fino ad una piccola isola lontana della Groenlandia. Come testimoni invita quattro dei detective privati più famosi del mondo: l'inglese Sherlock Holmes III, l'americano Philip Archer, il giapponese Kōsuke Kindani e l'ispettore Zenigata. Lupin e la sua banda travestiti riescono però a sconfiggerlo. Lupin fa saltare in aria il dirigibile subito dopo il suo arrivo a destinazione. |                   |         |
| 16                      | I due Lupin 「二つの顔のルパン」 - Futatsu no kao no Rupan – "Le due facce di Lupin" | 23 gennaio 1978   |         |
| 16                      | Lupin vuole rubare la cosiddetta "Stella Di Versailles", però c'è qualcosa di strano, infatti Lupin sembra affetto da una grave malattia. |                   |         |
| 17                      | Un'avventura nel deserto 「オイルダラーを狙え」 - Oirudarā o nerae – "Cerca i petroldollari" | 6 febbraio 1978   |         |
| 17                      | I cattivi minacciano di far esplodere un pozzo petrolifero se non viene data loro una somma di cento milioni di yen. Lupin vuole impadronirsi del riscatto, ma accade un imprevisto. |                   |         |
| 18                      | Il furto della Pantera Nera 「ブラック・パンサー」 - Burakku Pansā – "Black Panther" | 13 febbraio 1978  |         |
| 18                      | Una pietra preziosa di colore verde chiamata "La Pantera Nera" che, quando viene colpita dai raggi del sole da una certa angolazione fa uscire da essa la famosa pantera, viene rubata da Lupin che vuole regalarla a Margot per il suo compleanno. Intanto da Parigi viene chiamato il commissario Nokom per ritrovare il diamante e arrestare Lupin. |                   |         |
| 19                      | La cassetta di sicurezza 「十年金庫は破れるか」 - Jūnen kinko wa yabureruka – "Sai aprire la cassaforte decennale" | 6 febbraio 1978   |         |
| 19                      | Lupin deve cercare di aprire un'impenetrabile cassaforte entro un tempo limite, altrimenti morirà. |                   |         |
| 20                      | Lupin in trappola 「追いつめられたルパン」 - Oitsumerareta Rupan – "Lupin in trappola" | 20 febbraio 1978  |         |
| 20                      | Nel corso delle ricerche di un rubino da 50 carati, Lupin rende pubblico il segreto di Hitler esponendosi così ad un grosso rischio. |                   |         |
| 21                      | Il talismano della felicità 「五ェ門の復讐」 - Goemon no fukushū – "La vendetta di Goemon" | 27 febbraio 1978  |         |
| 21                      | Goemon, dimostrando un grande coraggio, sfida a duello Jinkuro che ha tradito il suo insegnante, il signor Jigen. Ma Jinkuro muore. Lupin interviene. |                   |         |
| 22                      | Tesoro a sorpresa 「謎の女人館を探れ」 - Nazo no nyoninkan o sagure – "Cerca la casa delle donne misteriose" | 6 marzo 1978      |         |
| 22                      | Lupin salva una ragazza che, per ringraziarlo, lo invita, insieme a Jigen, al suo palazzo dove è nascosto un presunto tesoro che il ladro vuole rubare. Al palazzo arrivano anche l'ispettore Zenigata e Goemon. |                   |         |
| 23                      | La strega della quarta dimensione 「第4次元の魔女」 - Dai yon jigen no majo – "La strega della quarta dimensione" | 13 marzo 1978     |         |
| 23                      | Margot si traveste da sua zia e inganna Lupin, abbindolandolo con una promessa di matrimonio per spingerlo a trovare un oggetto d'oro chiamato "Falco di Malta". |                   |         |
| 24                      | Il maestro 「怪盗ねずみ小僧現わる」 - Kaitō nezumi kozō arawaru – "Il grande mago Nezumi-Kozō appare" | 20 marzo 1978     |         |
| 24                      | Il ladro Nezumi Kozo IV propone Goemon di partecipare da una gara ed eseguire un furto con lui: rubare un registro dagli archivi della polizia. Per i due la faccenda è personale perché i loro bisnonno e nonno furono battuti decenni prima in questa stessa da Arsenio Lupin I, e ora vogliono rifarsi battendo Lupin. Per la polizia giapponese è una questione di grande prestigio, e Zenigata rischia il licenziamento. Alla fine, Nezumi e Goemon riusciranno nella loro impresa, ma Lupin (che ha partecipato con Jigen) spiegherà loro che è stata fatica sprecata: il libro era considerato prezioso 50 anni prima perché conteneva informazioni sui maggiori criminali in attività, ma ora non vale più nulla; così i 4 scappano e lo lasciano indietro per la gioia di Zenigata che li stava inseguendo. |                   |         |
| 25                      | Gli squali di acciaio 「必殺鉄トカゲ見参」 - Hissatsu tetsutokage kenzan – "La visione delle lucertole di ferro assassine" | 27 marzo 1978     |         |
| 25                      | Lupin deve cercare di tirare fuori dal carcere Margot. Riesce nel suo intento, ma i due dovranno fare i conti con la giustizia. |                   |         |
| 26                      | La rosa e la pistola 「バラとピストル」 - Bara to pisutoru – "La rosa e la pistola" | 3 aprile 1978     |         |
| 26                      | Lupin viene inseguito da un suo rivale, ma non è tutto: anche l'ispettore Zenigata dà la caccia a Lupin. Lupin fa di tutto per difendersi. |                   |         |
| Stagione 2 (26 episodi) | |                   |         |
| 27                      | Il francobollo di Cenerentola 「シンデレラの切手はどこへいった」 - Shinderera no kitte wa dokoheitta – "Dov'è il francobollo di Cenerentola" | 10 aprile 1978    |         |
| 27                      | Lupin vuole rubare il francobollo di Cenerentola, unico problema: lo vuole anche una bambina che non demorde facilmente. |                   |         |
| 28                      | Melon la poliziotta 「女刑事メロン」 - Onna keiji Meron – "Melon la poliziotta" | 17 aprile 1978    |         |
| 28                      | Per catturare Lupin viene chiamata Melon, una poliziotta francese, a collaborare con Zenigata. |                   |         |
| 29                      | Il segreto di volare 「電撃ハトポッポ作戦<」 - Dengeki Hatoppopo sakusen – "Operazione elettroshock del piccione" | 24 aprile 1978    |         |
| 29                      | Margot vuole sapere a tutti i costi come fanno Lupin e Jigen a volare. |                   |         |
| 30                      | La legione straniera 「モロッコの風は熱く」 - Morroko no kaze wa atsuku – "Vento caldo in Marocco" | 1º maggio 1978    |         |
| 30                      | Durante un viaggio in NordAfrica, Lupin viene rapito da dei mercenari che cercano nuovi arruolati per la Legione Straniera. Lo stesso destino subirà Zenigata. Alla fine entrambi riusciranno ad evadere dopo una rocambolesca fuga a piedi nel Sahara. |                   |         |
| 31                      | Avventura al sole di mezzanotte 「白夜に向かって撃て」 - Byakuya ni mukkate ute – "Spara verso il sole di mezzanotte" | 10 maggio 1978    |         |
| 31                      | Due sorelle gemelle, Rashica e Anita, si battono per impossessarsi del Tesoro dei Vichinghi che consiste in 2 milioni di Croner. Naturalmente anche Lupin è sulle tracce del tesoro. |                   |         |
| 32                      | La seconda morte di Lupin 「ルパンは二度死ぬ」 - Rupan wa nido shinu – "Lupin muore due volte" | 17 maggio 1978    |         |
| 32                      | Un criminale detto "Puma" vuole uccidere Lupin. |                   |         |
| 33                      | Chi ha la corona 「オリオンの王冠は誰のもの」 - Orion no ōkan wa dare no mono – "A chi appartiene la corona di Orion?" | 22 maggio 1978    |         |
| 33                      | La corona di Orion viene messa all'asta. Lupin, con l'aiuto di Jigen e Goemon, ha intenzione di rubare la corona e il denaro che, però. finiscono nelle mani della furba Margot. |                   |         |
| 34                      | Il vampiro 「吸血鬼になったルパン」 - Kyūketsuki ni natta Rupan – "Lupin diventa un vampiro" | 29 maggio 1978    |         |
| 34                      | I componenti della famiglia Lupin salvano Lupin che si è trasformato in un vampiro. Lupin restituisce al legittimo proprietario la statua d'oro di Maria, che ha causato la sua metamorfosi. |                   |         |
| 35                      | La banda dei gorilla 「ゴリラギャングを追っかけろ」 - Gorira Gyangu o yattsukero – "Insegui la banda dei gorilla" | 5 giugno 1978     |         |
| 35                      | La "Perla Nera" di proprietà della moglie di un miliardario e che Lupin ha preso di mira, viene rubata dai gangster travestiti da gorilla. Lupin la recupera con una manovra diversiva. |                   |         |
| 36                      | Il mistero del castello di Tsukikage 「月影城の秘密をあばけ」 - Tsukikage jō no himitsu o abake – "Scopri i segreti del castello di Tsukikage" | 12 giugno 1978    |         |
| 36                      | Mentre Lupin, Jigen e Goemon si stanno recando al castello di Tsukikage per rubare il tesoro nascosto al suo interno, vengono attaccati da un gruppo di Fuma-Ninja anch'essi interessati al tesoro. |                   |         |
| 37                      | L'oro di Gengis Khan 「ジンギスカンの埋蔵金」 - Jingisu Kan no maizōkin – "Il tesoro sepolto di Gengis Khan" | 19 giugno 1978    |         |
| 37                      | Lupin aspetta l'occasione giusta per impossessarsi dell'oro sepolto di Gengis Khan. Margot, invece, vuole ritrovare il tesoro di Minamoto no Yoshitsune in Giappone. |                   |         |
| 38                      | Scacco all'Interpol 「ＩＣＰＯの甘い罠」 - Ai shī pī ō no amai wana – "Dolce trappola all'ICPO" | 26 giugno 1978    |         |
| 38                      | Margot viene usata da Zenigata e dal capo dell'ICPO, solamente per catturare Lupin, però a loro volta, Zenigata e il suo capo vengono ingannati proprio da Margot e Lupin. |                   |         |
| 39                      | I diamanti di Hong-Kong 「香港の夜空にダイヤは消えた」 - Honkon no yozora ni daia wa kieta – "È scomparso un diamante nel cielo notturno di Hong Kong" | 7 luglio 1978     |         |
| 39                      | Lupin viene a sapere di un giro di contrabbando di diamanti a Hong Kong e si reca sul posto. Ruba con successo i diamanti, ma avrà un'amara sorpresa. |                   |         |
| 40                      | Il missile scomparso 「ミサイルジャック作戦」 - Misairujakku sakusen – "Operazione Missilejack" | 10 luglio 1978    |         |
| 40                      | Lupin sceglie come prossimo obiettivo un diamante del valore di 90 miliardi di yen. La sua tecnica è di attaccare il furgone che lo trasporta. |                   |         |
| 41                      | Il segreto della principessa Kaguya 「かぐや姫の宝を探せ」 - Kaguya hime no takara o sagase – "Trova il tesoro della principessa splendente" | 17 luglio 1978    |         |
| 41                      | Una principessa prepara una medicina capace di svegliare il principe che dorme da più di dieci anni. |                   |         |
| 42                      | Lupin diventa una sposa 「花嫁になったルパン」 - Hanayome ni natta Rupan – "Lupin diventa una sposa" | 24 luglio 1978    |         |
| 42                      | Un magnate dell'industria chiama a raccolta alcune fra le ragazze più belle del mondo per scegliere la sua sposa. L'uomo, che un tempo era un crudele gangster, si innamora per sbaglio di Lupin. |                   |         |
| 43                      | L'uomo di Pechino 「北京原人の骨はどこに」 - Pekin genjin no hone wa dokoni – "Dove sono le ossa dell'uomo di Pechino" | 31 luglio 1978    |         |
| 43                      | Un uomo trova le ossa dell'uomo di Pechino e le vende. Lupin recupera le ossa ma scopre che quelle vere sono andate distrutte durante l'incendio del tempio. |                   |         |
| 44                      | Auto blindata sfida Lupin 「消えた特別装甲車」 - Kieta tokubetsu sōkōsha – "La sparizione della speciale auto blindata" | 7 agosto 1978     |         |
| 44                      | Lupin decide di far sparire un'auto blindata corazzatissima durante un trasporto per rubarne il suo contenuto, una preziosa statua d'oro. |                   |         |
| 45                      | Odore di morte 「殺しはワインの匂い」 - Koroshi wa wine no nioi – "Uccidere è l'odore del vino" | 14 agosto 1978    |         |
| 45                      | Un uomo a cui sono stati rubati dei gioielli da parte Lupin, assolda uno spietato killer dalle sembianze di un cadavere per uccidere il ladro. |                   |         |
| 46                      | Lupin venduto all'asta 「ルパンお高く売ります」 - Rupan otakaku urimasu – "Lupin sarà venduto caro" | 21 agosto 1978    |         |
| 46                      | Un assassino minaccia di uccidere Lupin: si tratta di un killer che non ha mai mancato un colpo in vita sua. La parola morte, però, non esiste nel vocabolario di Lupin. |                   |         |
| 47                      | Il furto della corona 「女王陛下のズッコケ警部」 - Joōheika no zukkoke keibu – "I trasandati ispettori di sua maestà" | 28 agosto 1978    |         |
| 47                      | Lupin vuole rubare la corona imperiale ma deve fare i conti con due ispettori della regina. L'operazione avrà successo? Ad un certo punto entra in scena Margot. |                   |         |
| 48                      | L'allarme suona all'alba 「非常ベルにルパンは笑う」 - Hijō beru ni Rupan wa warau – "Lupin ride al suono dell'allarme" | 4 settembre 1978  |         |
| 48                      | Lupin riesce ad avere la meglio su un sofisticato sistema di allarme e a rubare i soldi delle scommesse ippiche. |                   |         |
| 49                      | Il cobra 「可愛いい女には毒がある」 - Kawaii onna niwa doku ga aru – "Una bella donna è velenosa" | 11 settembre 1978 |         |
| 49                      | Jaqueline è una donna che ha l'abitudine di sposarsi con dei miliardari dai quali divorzia dopo essersi arricchita. Lupin mette gli occhi sui suoi gioielli ma cade vittima del fascino della donna. |                   |         |
| 50                      | Un antico amore (prima parte) 「私が愛したルパン（前編）」 - Watashi ga aishita Rupan (zenpen) – "Il Lupin che amavo (prima parte)" | 18 settembre 1978 |         |
| 50                      | Una donna viene riportata in vita tramite un'operazione delicatissima. |                   |         |
| 51                      | Un antico amore (seconda parte) 「私が愛したルパン（後編）」 - Watashi ga aishita Rupan (kōhen) – "Il Lupin che amavo (seconda parte)" | 25 settembre 1978 |         |
| 51                      | Il dottor Zell, ultimo sopravvissuto del partito nazista, riporta in vita la sua unica figlia che decide di vendicarsi di Lupin. |                   |         |
| 52                      | Il segreto dell'eterna giovinezza 「エマニエルは天使のささやき」 - Emanieru wa tenshi no sasayaki – "Emmanuelle è il sussurro di un angelo" | 2 ottobre 1978    |         |
| 52                      | Margot vuole impossessarsi di un documento che contiene il segreto dell'eterna giovinezza, ma è ostacolata da un'altra donna, Manuelita Paulo. Margot chiede aiuto a Lupin che, naturalmente, accetta di aiutarla. |                   |         |
| Stagione 3 (26 episodi) | |                   |         |
| 53                      | Lupin contro Fantoma 「狂気のファントマ・マークIII」 - Kyōki no Fantoma Māku III – "Il pazzo Fantoma Mark III" | 9 ottobre 1978    |         |
| 53                      | Fantoma Mark III, un uomo accecato dal desiderio di conquistare il mondo, ha rapito Margot e combatte contro Lupin. |                   |         |
| 54                      | La statua di Budda 「半七刑事十年目の約束」 - Hanshichi keizi jūnen me no yakusoku – "La promessa decennale del detective Hanshichi" | 16 ottobre 1978   |         |
| 54                      | L'ispettore Hanshichi Mikawa costringe Lupin a collaborare con lui nel furto di un tesoro contenuto all'interno di una statua di Buddha. |                   |         |
| 55                      | Cinque ladri misteriosi in una cascata di fiori (prima parte) 「花吹雪 謎の五人衆（前篇）」 - Hanafubuki - Nazo no goninshū (zenpen) – "Cascata di ciliegio - La misteriosa banda dei cinque (prima parte)" | 23 ottobre 1978   |         |
| 55                      | Lupin e la sua banda vengono aggrediti da un gruppo di cinque ladri professionisti anch'essi intenti a rubare le tele di Ukiyoe. |                   |         |
| 56                      | Cinque ladri misteriosi in una cascata di fiori (seconda parte) 「花吹雪 謎の五人衆（後篇）」 - H anafubuki - Nazo no goninshū (kōhen) – "Cascata di ciliegio - La misteriosa banda dei cinque (seconda parte)" | 30 ottobre 1978   |         |
| 57                      | La sfida del professor Hunter 「コンピューターかルパンか」 - Konpyūtā ka Rupan ka – "Sarà il computer o Lupin?" | 6 novembre 1978   |         |
| 57                      | Il professor Hunter, un geniale psichiatra, sfida Lupin a provare a forzare una cassaforte computerizzata, convinto che l'abile ladro non riuscirà nell'impresa. |                   |         |
| 58                      | Un triste addio 「国境は別れの顔」 - Kokkyō wa wakare no kao – "Il confine è l'immagine dell'addio" | 13 novembre 1978  |         |
| 58                      | Jigen perde la testa per una donna falsa e malvagia che si serve di lui per rubare un prezioso diamante. |                   |         |
| 59                      | Il mondo misterioso di Madame X 「マダムXの不思議な世界」 - Madamu Ekkusu no fushigina sekai – "Il mondo misterioso di Madame X" | 20 novembre 1978  |         |
| 59                      | Lupin e la sua banda vengono rapiti da Madame X, una donna che possiede straordinari poteri al di fuori del normale e cercherà di trasformare Lupin e gli altri in manichini di cera. |                   |         |
| 60                      | L'epidemia di suicidi 「インドに自殺の花が咲く」 - Indo ni zisatsu no hana ga saku – "Un fiore del suicidio sboccia in India" | 27 novembre 1978  |         |
| 60                      | Lupin viene rapito da un'organizzazione che possiede un potente laser che crea nella mente delle vittime un desiderio di togliersi la vita. |                   |         |
| 61                      | La spada volante 「空飛ぶ斬鉄剣」 - Sora tobu Zantetsuken – "Zantetsu-ken vola nel cielo" | 4 dicembre 1978   |         |
| 61                      | Un boss della malavita di Chicago incarica Margot di rubare a Goemon la sua spada. |                   |         |
| 62                      | I rintocchi della campana 「ルパンを呼ぶ悪魔の鐘の音」 - Rupan o yobu akuma no kane – "Il suono delle campane del diavolo chiama Lupin" | 11 dicembre 1978  |         |
| 62                      | Lupin riceve una lettera d'aiuto da Jigen e Goemon in cui dicono di essere in ostaggio in un villaggio, ma quando, giunto a destinazione, loro sembrano molto felici di stare lì. |                   |         |
| 63                      | La donazione 「罠には罠を！」 - Wana niwa wana o – "Una trappola per una trappola" | 18 dicembre 1978  |         |
| 63                      | Mr. Don Kecchi, l'uomo più ricco al mondo, vuole donare in beneficenza 100 miliardi di dollari. Margot chiede a Lupin di rubarli ma subito dopo viene rapita. In un primo momento Lupin viene accusato di avere rubato il denaro ma si scopre che è una trappola ideata da Don Kecchi e Margot, così il ladro gentiluomo decide di vendicarsi di tutti e due. |                   |         |
| 64                      | Colpo grosso da Tiffany 「クリスマスは女神の手に」 - Kurisumasu wa megami no te de – "Il Natale è nelle mani delle dee" | 25 dicembre 1978  |         |
| 64                      | Margareth Tiffany, proprietaria del famoso negozio di New York e produttrice TV chiede a Lupin, la notte di Natale, di rubare nel suo negozio per trasmettere la rapina in diretta TV, essendo sicura che Lupin non ci riesca ma il ladro si rifiuta perché in vacanza. Nel frattempo Margot spende tutti i suoi soldi così Lupin e la sua banda decidono di rubare tutti i gioielli, lasciando Margareth incredula. |                   |         |
| 65                      | Il Signor "X" Contro Lupin 「ルパンの敵はルパン」 - Rupan no teki wa Rupan – "Il nemico di Lupin è Lupin" | 8 gennaio 1979    |         |
| 65                      | Lupin viene incaricato di salvare una principessa, il rapitore sarà di nuovo il suo vecchio acerrimo nemico: il Signor X. |                   |         |
| 66                      | Ordine di esecuzione 「射殺命令!!」 - Shasatsu meirei! – "Ordine di sparare" | 15 gennaio 1979   |         |
| 66                      | Beauty, vecchia conoscenza di Jigen nonché un pericoloso assassino, viene incaricato dall'Interpol di uccidere Lupin. |                   |         |
| 67                      | Il lungo viaggio in Oriente 「ルパンの大西遊記」 - Rupan no dai saiyūki – "Il grande viaggio in Oriente di Lupin" | 22 gennaio 1979   |         |
| 67                      | Lupin e la sua banda si recano in Oriente per rubare il tesoro che si trova nel Regno di Kimaland. |                   |         |
| 68                      | L'isola del Casinò 「カジノ島・逆転また逆転」 - Kajinotō - Gyakuten mata gyakuten – "L'isola del Casinò - Ribaltamenti e più ribaltamenti" | 29 gennaio 1979   |         |
| 68                      | Lupin vuole rubare la cassa del Casinò Paradiso che si trova su un'Isola di New York. |                   |         |
| 69                      | Ispettore innamorato 「とっつあんの惚れた女」 - Tottsuan no horeta onna – "La donna di cui paparino si innamorò" | 5 febbraio 1979   |         |
| 69                      | L'ispettore Zenigata viene attaccato nella sua stanza da un personaggio misterioso che si scopre essere Laura Jones, la moglie del miliardario, Folmar Jones, probabilmente ucciso da Al Capone che si vuole impossessare della cassaforte che può solamente aprirsi con la voce di Laura. Zenigata chiede aiuto a Lupin per aprire la cassaforte. |                   |         |
| 70                      | Il vecchio ladro ed il pappagallo 「クラシック泥棒と九官鳥」 - Crashikku dorobō to kyūkanchō – "Vecchi ladri e merli indiani" | 12 febbraio 1979  |         |
| 70                      | Lupin, Jigen e Goemon si fanno arrestare ma è tutto uno stratagemma per fare evadere dal carcere Claid Balour un vecchio ladro, e farsi aiutare ad aprire la cassaforte dell'International Bank ed il solo a sapere la combinazione è proprio il pappagallo di Claid. |                   |         |
| 71                      | La colubrina d'oro 「ルパン対新選組」 - Rupan tai Shinsengumi – "Lupin contro il gruppo Shinsengumi" | 19 febbraio 1979  |         |
| 71                      | Il signor Kendo chiede a Lupin di recuperare la colubrina d'oro, un vecchio cannone ricoperto d'oro, che si trova su una vecchia nave, affondata anni prima nello Stretto di Zugaru, che si trova nel tratto tra l'Oceano Pacifico e il Mar del Giappone. Dopo essere riuscito a recuperare il vecchio cannone, Lupin e la sua banda vengono attaccati da Okita, il capo del gruppo Shinsengumi che vuole ottenere la colubrina d'oro, simbolo del gruppo, per rendere indipendente l'Hokkaidō. |                   |         |
| 72                      | L'occhio di Salomone 「スケートボード殺人事件」 - Sukēto bōdo satsujin jiken – "Il mistero dell'omicidio dello skateboard" | 26 febbraio 1979  |         |
| 72                      | Per arrestare Lupin, intenzionato a rubare l'occhio di Salomone, viene chiamato dall'Interpol il bambino detective Bolonco, unico figlio del famoso detective Colombo. |                   |         |
| 73                      | Il congresso internazionale del furto 「花も嵐も泥棒レース」 - Hana mo arashi mo dorobō rēsu – "Fiori, tempeste e una corsa dei ladri" | 5 marzo 1979      |         |
| 73                      | Lupin viene invitato, insieme a Jigen, al congresso internazionale del furto, una gara automobilistica per decidere il miglior ladro al mondo. Lupin, naturalmente riesce a vincere la gara ma ad attenderlo al traguardo c'è Fantoma Mark III, vecchio nemico del ladro nonché sponsorizzatore del congresso, pronto a tendergli una trappola a cui però Lupin riesce a scampare con l'aiuto di Margot e Goemon. |                   |         |
| 74                      | Gli uomini camaleonte 「恐怖のカメレオン人間」 - Kyōfu no Kanereon ningen – "I terrificanti uomini camaleonte" | 12 marzo 1979     |         |
| 74                      | Dopo aver rubato il diamante più grezzo, nella miniera più grande al mondo, Lupin e la sua banda vengono attaccati dagli uomini camaleonte anche loro interessati al diamante. |                   |         |
| 75                      | La collezione di Hafner 「不二子に花嫁衣装はにあわない」 - Fujiko ni hanayome ishō wa niawanai – "Fujiko non sta bene con l'abito da sposa" | 19 marzo 1979     |         |
| 75                      | Il ricco Hafner ha l'abitudine di sposare donne bellissime che poi spariscono misteriosamente; Margot vuole appropriarsi delle sue ricchezze e lo sposa, ma subito dopo la cerimonia Lupin le spara in pubblico urlando che non sarà di nessuno tranne lui, dopodiché si fa saltare in aria sotto gli occhi esterrefatti della folla e di Zenigata. In realtà Lupin ha fatto saltare un manichino con la sua giacca, ed ora segue la cimice che segnala la posizione di Margot, la cui morte è altrettanto finta; Hafner la porta nel museo segreto dove uccide ed imbalsama le sue mogli, collezionandole; quando la donna si sveglia, il sadico è perfino contento di poterla uccidere personalmente; Lupin interverrà a salvarla, ma Hafner farà saltare il suo nasocndiglio con tutte le ricchezze che conteneva; però, mentre Lupin e soci restano a bocca asciutta, l'avida Margot è legalmente la signora Hafner e quindi sua erede universale! |                   |         |
| 76                      | Amare ed essere soli 「シェークスピアを知ってるかい」 - Shēkusupia o shitteru kai – "Conosci Shakspeare?" | 26 marzo 1979     |         |
| 77                      | Strategia astrologica 「星占いでルパンを逮捕」 - Hoshiuranai de Rupan o taiho – "Arresta Lupin con gli oroscopi" | 2 aprile 1979     |         |
| 77                      | Viene chiamata dall'Interpol una maga per arrestare Lupin. Lupin appresa la notizia, vuole dimostrare che anche con l'aiuto dell'astrologia, nessuno riuscirà mai ad arrestarlo. |                   |         |
| 78                      | Il prezioso robot 「ロボットの瞳にダイヤが光る」 - Robotto no hitomi ni daia ga hikaru – "Bagliore di diamanti nell'occhio del robot" | 9 aprile 1979     |         |
| Stagione 4 (26 episodi) | |                   |         |
| 79                      | Tutti vogliono uccidere Lupin 「ルパン葬送曲」 - Rupan sōsōkyoku – "La marcia funebre di Lupin" | 16 aprile 1979    |         |
| 79                      | Kyoramsky, un famoso direttore d'orchestra, con la sua bacchetta di diamanti, riesce a controllare le persone incitandole a uccidere Lupin per vendicare la morte di suo padre. |                   |         |
| 80                      | L'ultimo desiderio 「最後の差し入れはカップラーメン」 - Saigo no sashiire wa kappu rāmen – "L'ultimo pasto è una coppa di ramen" | 23 aprile 1979    |         |
| 80                      | Silver, vecchio collega di Lupin esce di prigione. Anni prima i due rapinarono un treno pieno di soldi soltanto che Silver scappò con il bottino lasciando Lupin a bocca asciutta. Ora Lupin, per riuscire a recuperare i soldi seppelliti dal suo vecchio complice, si fa arrestare e rinchiudere nella prigione centrale che è stata costruita proprio sul terreno dove erano stati nascosti i soldi. |                   |         |
| 81                      | La campana d'oro 「不二子！男はつらいぜ」 - Fujiko! Otoko wa tsuraize – "Fujiko! Gli uomini sono tosti" | 30 aprile 1979    |         |
| 81                      | Margot vorrebbe che Lupin rubasse per lei una campana dorata in un piccolo regno europeo, ma il furto va male; piantato in asso il ladro gentiluomo, la donna parte e finisce per dare un passaggio in auto ad uno sconosciuto, che scoprirà essere il principe ereditario del paese della campana; questi le chiede la sua mano e Margot accetta. Lupin, Jigen e Goemon vanno a trovarla e decidono di trovare la campana d'oro; investigando, scoprono che il re è di origini inglesi (poiché da secoli la campana fa gola a molti stranieri che hanno anche scatenato guerre per averla) e intuiscono che questi non sa dove sia, anzi conta su loro per trovarla; a questo scopo il principe si è fidanzato con Margot. Alla fine, Lupin troverà la campana, officerà travestito le nozze tra il principe e Margot, e ruberà comunque la campana d'oro! |                   |         |
| 82                      | Napoleone il grande 「とっつあん人質救出作戦」 - Tottsuan hitozichi kyūshutsu sakusen – "Operazione di salvataggio del vecchio ostaggio" | 7 maggio 1979     |         |
| 82                      | Un gruppo di soldati, intenzionati a riformare l'Impero di Napoleone, non riuscendo a farlo fuggire dalla prigione, prende in ostaggio l'ispettore Zenigata. Lupin, appresa la notizia, decide di salvare Zenigata, così con uno stratagemma, riesce a farsi arrestare e a rapire l'Imperatore scambiandolo con Zenigata. |                   |         |
| 83                      | Lupin cowboy 「ルパンの大西部劇」 - Rupan no dai seibugeki – "Il grande western di Lupin" | 14 maggio 1979    |         |
| 83                      | Lupin partecipa ad un film, ma quest'ultimo si rivela una trappola per ucciderlo. |                   |         |
| 84                      | Lupin contro Joe di Quadri 「復讐はルパンにまかせろ」 - Fukushū wa Rupan ni makasero – "Lascia la vendetta a Lupin" | 21 maggio 1979    |         |
| 84                      | In piena notte Jigen riceve una telefonata da parte di Joe Spada detto anche Joe di quadri, suo vecchio maestro, ora diventato un ladro che gli chiede aiuto. |                   |         |
| 85                      | L'ordine segreto 「ICPO（秘）指令」 - Ai shī pī ō (maruhi) shirei – "L'ordine segreto dell'ICPO" | 28 maggio 1979    |         |
| 85                      | L'Interpol minaccia di licenziare Zenigata e la direttrice Jasmine se falliranno nell'arrestare Lupin, così i due escogitano un piano per la sua cattura. |                   |         |
| 86                      | La maschera misteriosa 「謎の夜光仮面現わる」 - Nazo no Yakōkanen arawaru | 4 giugno 1979     |         |
| 86                      | Fa la comparsa un nuovo ladro mascherato e Zenigata pensa sia Lupin. |                   |         |
| 87                      | La bambola del diavolo 「悪魔がルパンを招くとき」 - Akuma ga Rupan o maneku toki – "Quando il diavolo chiama Lupin" | 11 giugno 1979    |         |
| 87                      | A Lupin viene consegnata una bambola che fa commettere al ladro dei crimini durante la notte rendendolo sonnambulo. |                   |         |
| 88                      | L'avventura al Polo Nord 「ルパンの南極北極大冒険」 - Rupan no nankyoku hokkyoku dai bōken – "Lupin viaggia intorno al mondo dal polo sud al polo nord" | 18 giugno 1979    |         |
| 88                      | Lupin si reca al Polo Nord per rubare la Corona del Vaticano; per distogliere l'attenzione di Fujiko, finge di portare un gruppo di pinguini dall'Antartico all'Artico. Sempre seguito dall'inossidabile Zenigata, Lupin dovrà vedersela con un sottomarino italiano il cui equipaggio sorveglia la corona da quando la portò lì per ordine di Mussolini, su richiesta del Papa. |                   |         |
| 89                      | Lupin e l'eroica di Beethoven 「ドロボウ交響曲を鳴らせ」 - Dorobō kōkyōkyoku o narase – "Suona la sinfonia dei ladri" | 25 giugno 1979    |         |
| 90                      | Super Lupin 「悪い奴ほど大悪党」 - Warui yatsu hodo dai akutō – "Le canaglie sono proprio dei grandi villani" | 2 luglio 1979     |         |
| 90                      | Lupin sfida Marcone, gangster del quartiere di Harlem della città di New York che sfrutta i ragazzini per accumulare più soldi possibili. Per far sì che questo non accada più il ladro decide di aiutare uno dei ragazzini, Chico, e per farlo veste i panni di Superlupin (Superman). |                   |         |
| 91                      | La ragazza dell'antichità 「時を駆ける少女」 - Toki wo kakeru shōjo – "Lei è una viaggiatrice del tempo" | 9 luglio 1979     |         |
| 92                      | L'eredità del maestro 「マダムと泥棒四重奏」 - Madamu to dorobō yonjūsō – "Madame e un quartetto di ladri" | 16 luglio 1979    |         |
| 92                      | Per aiutare una anziana donna, vedova di uno dei suoi maestri nell'arte del furto, Lupin decide di svaligiare una banca che ne custodisce l'eredità scavando una galleria dalla casa della donna al caveau; il tutto all'insaputa della vecchietta, ignara delle attività del defunto marito che si spacciava per musicista. Lupin usa lo stesso stratagemma per sé e per i suoi amici, che spaccia per orchestrali; catturato da Zenigata, scopre che il bottino finirà in mano ad un funzionario corrotto; ma la vecchia svampita riporta loro le armi custodite nelle custodie per strumenti musicali, e i quattro evadono, puniscono il poliziotto corrotto ed estorcono a Zenigata la promessa di restituire all'anziana ciò che la polizia le ha sequestrato. |                   |         |
| 93                      | La muraglia cinese 「万里の長城インベーダー作戦」 - Banri no chōjō inbēdā sakusen – "Operazione invasore della grande muraglia cinese" | 23 luglio 1979    |         |
| 93                      | Lupin dopo avere bevuto una pozione magica diventa un "santo" cinese un po' stupido. |                   |         |
| 94                      | Lupin contro Superman 「ルパン対スーパーマン」 - Rupan tai Sūpāman – "Lupin contro Superman" | 30 luglio 1979    |         |
| 94                      | Una serie di rapine ai danni di banche newyorchesi si volge senza problemi, perché tutti gli impiegati sono troppo impegnati a vedere fuori un tale che sembra il supereroe Superman. Mentre Zenigata accusa Lupin e collabora con la polizia americana capitanata da una specie di sceriffo a cavallo, Lupin scopre che dietro che una famiglia, composta da un padre anziano e sei gemelli che gestiscono un supermercato, e a manovrare i fili c'è Margot. Lupin sventerà il loro piano e dimostrerà la sua innocenza, ma dovrà sfuggire ad una furiosa Margot. |                   |         |
| 95                      | Tre statuette di pietra 「幽霊船より愛をこめて」 - Yūrei sen yori ai o komete – "Dalla nave fantasma con amore" | 6 agosto 1979     |         |
| 96                      | Un mondo di buongustai 「ルパンのお料理天国」 - Rupan no oryōri tengoku – "Il gourmet paradisiaco di Lupin" | 13 agosto 1979    |         |
| 96                      | Il padrone Gourmer ha intenzione di mangiare Lupin. |                   |         |
| 97                      | In cerca del tesoro perduto 「ルパン一世の秘宝を探せ」 - Rupan issei no himitsu o sagase – "In cerca dei segreti di Lupin I" | 20 agosto 1979    |         |
| 98                      | La morte di Zazà 「父っつあんのいない日」 - Tottsuan no inai hi – "Il giorno in cui paparino morì" | 27 agosto 1979    |         |
| 98                      | Durante l'ennesimo tentativo di arrestare Lupin, un agente della polizia francese, assoldato dal commissario Truffaut, spara all'ispettore Zenigata uccidendolo. Ma sarà veramente così? |                   |         |
| 99                      | Il duello di Jigen 「荒野に散ったコンバット・マグナム」 - Kōya ni chitta kombatto magunamu – "La Magnum da combattimento disseminata nella terra desolata" | 3 settembre 1979  |         |
| 99                      | Jigen incontra un suo vecchio nemico e organizzano un duello. |                   |         |
| 100                     | Il quadro di Lupin 「名画強奪ウルトラ作戦」 - Meiga gōdatsu urutora sakusen – "L'ultra operazione per rubare il famoso dipinto" | 10 settembre 1979 |         |
| 100                     | Lupin vuole rubare un quadro messo all'asta, appartenuto a suo nonno Arsenio Lupin I. |                   |         |
| 101                     | Folle amore a Versailles 「ベルサイユは愛に燃えた」 - Berusaiyu wa ai ni moeta – "Versailles è arsa d'amore" | 17 settembre 1979 |         |
| 101                     | Lupin deve vedersela con il Giglio Nero, un'organizzazione eversiva guidata da Jean, un nobile corrotto che vuole diventare il padrone assoluto di una nuova aristocrazia francese senza la monarchia, e con uno dei suoi membri esecutivi, un uomo di nome Oscar, che in realtà ha piani tutti suoi. Nel duello finale, si scopre infatti che Oscar è una dama travestita da soldato e vuole solo riunirsi con il suo amore eterno André, una guardia reale di Versailles. Secondo una leggenda, prima della rivoluzione, la regina Maria Antonietta, adirata e gelosa, trasformò André in una statua di pietra con la pozione segreta contenuta in una perla blu della sua corona, che ha poteri magici perché i suoi profondi rancori sono bruciati in essa, ed è ora nelle mire di Jean per raggiungere i propri fini occulti. Non potendo spezzare la maledizione della loro imperatrice, alla quale sono ancora fedeli, dopo essere rimasta completamente nuda nel duello con Lupin per il possesso della corona, Oscar beve la stessa pozione e si trasforma a sua volta in pietra, così gli resta accanto per sempre sulla costa isolata della Normandia. Pur credendola un maschio, Lupin se n'era innamorato, con Jigen e Goemon scioccati, ma la verità è stata un grande sollievo. L'episodio, basato sull'idea originale di uno spettatore durante un concorso gestito dallo studio come parte della celebrazione del centesimo episodio della serie, fu prodotto appositamente per pubblicizzare la messa in onda di Lady Oscar sullo stesso canale ventitré giorni dopo. Riprende solo gli elementi di base. |                   |         |
| 102                     | Lupin e le cento pistole 「ルパンはシャネルがお好き」 - Rupan wa Shaneru ga osuki – "Lupin è affezionato a Chanel" | 1º ottobre 1979   |         |
| 102                     | Per accedere ad un tesoro, è necessario riempire una bilancia con cento pistole specifiche appartenenti a determinati individui. La giovane proprietaria sta rubando queste armi una dopo l'altra, e le ultime due sono la Combat Magnum di Jigen e la Walther P38 di Lupin, così la banda fa un accordo con la ragazza. |                   |         |
| 103                     | Anche gli angeli esistono 「狼は天使を見た」 - Ookami wa tenshi o mita – "Il lupo ha visto un angelo" | 1º ottobre 1979   |         |
| 103                     | Lupin vuole rubare dei gioielli che dovranno essere esposti alla fiera internazionale del gioiello, però questi ultimi sono anche l'obiettivo di Margot, che assolda un ex killer il quale ha bisogno di soldi per pagare l'operazione della piccola figlioletta Mary, non vedente. Goemon, inteneritosi suo malgrado dopo aver incontrato la bambina, aiuta gli amici a sconfiggere il killer, che muore in un'esplosione, ma poi convince Lupin a pagare l'operazione col ricavato. |                   |         |
| 104                     | Il letto d'oro 「もっとも危険な黄金ベッド」 - Mottomo kiken na ōgon beddo – "Il più pericoloso letto d'oro" | 8 ottobre 1979    |         |
| 104                     | Lupin, su richiesta di Margot, vuole rubare un letto ricoperto completamente d'oro, ma per farlo deve scontrarsi con il proprietario, il colonnello Morgan. Per il ladro e la sua banda sarà una missione molto difficile. |                   |         |
| Stagione 5 (26 episodi) | |                   |         |
| 105                     | Il mistero dell'isola 「怪奇鬼首島に女が消えた」 - Kaiki Onikubi jima ni onna ga kieta – "Orrore - Una donna è scomparsa sull'isola Devil's Head" | 15 ottobre 1979   |         |
| 106                     | Una leccornia per gatti 「君はネコぼくはカツオ節」 - Kimi wa neko. Boku wa katsuobushi – "Tu sei un gatto, io un tonno essiccato" | 22 ottobre 1979   |         |
| 106                     | Lupin viene accusato ingiustamente da una ballerina di avere rubato un gatto che mangia le matite fatte con le lische essiccate. La ragazza ha usato questo pretesto solamente per diventare famosa. |                   |         |
| 107                     | L'anello nuziale 「結婚指輪は呪いの罠」 - Kekkon yubiwa wa noroi no wana – "Un anello nuziale è una maledetta trappola" | 29 ottobre 1979   |         |
| 107                     | Margot, dopo averlo sognato, decide di sposare Lupin e come regalo vuole che il ladro rubi il Diamante della Speranza. Questo anello però si rivela essere maledetto perché a chi lo possiede succedono brutte cose. |                   |         |
| 108                     | L'invincibile spada 「哀しみの斬鉄剣」 - Kanashimi no Zantetsuken – "Il pianto di Zantetsu-ken" | 5 novembre 1979   |         |
| 108                     | Un vecchio signore, insieme a sua nipote Nami, vuole scoprire il segreto della spada di Goemon, cosicché l'anziano possa costuirne un'altra identica a quella del samurai e possa così realizzare il suo ultimo desiderio prima di morire. Il vecchio fallisce continuamente, così Lupin scambia le due spade per fingere che sia riuscito. Ma Goemon, dopo la disperazione iniziale, distingue la sua lama dalla copia e non se la prende più di tanto. |                   |         |
| 109                     | Un killer per Lupin 「ルパン史上最大の苦戦」 - Rupan shijōsaidai no kusen – "La battaglia più dura di Lupin" | 12 novembre 1979  |         |
| 109                     | Una scommessa porta Lupin contro un killer professionista di nome Tigre, e quest'ultimo sembra sia invincibile. |                   |         |
| 110                     | La fotografia del futuro 「激写これが不二子だ」 - Gekisha. Kore ga Fujiko da – "Hot shot: questa è Fujiko" | 19 novembre 1979  |         |
| 110                     | Lupin vuole impossessarsi di una macchina fotografica che riesce a riprodurre i momenti futuri al momento in cui viene scattata la foto. |                   |         |
| 111                     | Il gioco degli invasori 「インベーダー金庫は開いたか？」 - Inbēdā kinko wa hiraitaka? – "Invasori o apritori di casseforti?" | 26 novembre 1979  |         |
| 111                     | Una donna di nome Caterine, ex fidanzata di Jigen quando erano più giovani, sfida Lupin, Jigen e Goemon a rubare un diamante di 140 carati e che vale 24 milioni di dollari nascosto nella villa della donna. Dietro a tutto si cela però la volontà della donna di rivedere Jigen prima di soccombere ad un male incurabile. Ma il pistolero la esorta a combattere fino alla fine, ricordando quando erano giovani e poveri ma felici nonostante avessero niente. |                   |         |
| 112                     | Pericolo per Goemon 「五ェ門危機一髪」 - Goemon kiki ippatsu – "Goemon salvo per un pelo" | 3 dicembre 1979   |         |
| 112                     | Goemon viene rapito e torturato da un uomo e una donna che vogliono sapere dal samurai il punto debole di Lupin. |                   |         |
| 113                     | Il tesoro del fantasma Kira 「作戦名は忠臣蔵」 - Sakusen mei wa Chūshingura – "Il nome dell'operazione è Chūshingura" | 10 dicembre 1979  |         |
| 113                     | Lupin vuole rubare il tesoro di Kira, il maestro della cerimonia del the che fu offeso da un signore feudale, costretto poi a fare seppuku, il suicidio rituale dei samurai. Per difenderlo, Zenigata traveste i suoi uomini come i 47 ronin che uccisero Kira. Alla fine, tutti resteranno con un pugno di mosche. |                   |         |
| 114                     | Lozione speciale 「迷画最初の晩餐の秘密」 - Meiga. Saisho no bansan no himitsu – "Il segreto del quadro misterioso, "La prima cena"" | 17 dicembre 1979  |         |
| 114                     | Per trovare il suo prossimo bottino, Lupin userà un liquido capace di rendere gli occhi in grado di vedere attraverso alcuni oggetti. Grazie ad esso il ladro guarderà nello strato interno del dipinto "La prima cena", sotto l'immagine del quadro. |                   |         |
| 115                     | Monna Lisa sorride due volte 「モナリザは二度微笑う」 - Mona Riza wa nido warau – "Monna Lisa sorride due volte" | 24 dicembre 1979  |         |
| 115                     | Il quadro della Monna Lisa viene trasferito in un museo dell'Arabia e naturalmente Lupin ha intenzione di rubarla. Tuttavia la banda scoprirà che il quadro è stato copiato da un abile falsario che fa parte del personale; questi ha realizzato così tante copie che alla fine l'originale si è perso in mezzo ai falsi! |                   |         |
| 116                     | 108° rintocco della campana 「108つの鐘は鳴ったか」 - Hyakuyattsu no kane wa nattaka – "La 108ª campana ha suonato?" | 31 dicembre 1979  |         |
| 116                     | Lupin vuole rubare la nave d'oro di Sima Yi (Shiba Chutatsu nell'episodio), che viene mostrata solamente al 108º e ultimo ritocco della campana del tempio Hōryū-ji di Ikaruga-no-Sato durante l'ultimo giorno dell'anno, ma il mafioso Antonio Wolf si vuole vendicare di lui e Jigen, i quali sette anni prima, a Santa Fe, gli hanno sparato alle orecchie, rendendolo sordo. |                   |         |
| 117                     | La gomma americana 「チューインガム変装作戦」 - Chūingamu hensō sakusen – "Operazione gomma americana da travestimento" | 7 gennaio 1980    |         |
| 117                     | Il proprietario di un night club americano pianifica insieme a una ballerina del locale un piano per far sposare la donna con Lupin per poi ucciderlo e sposare la ballerina e godersi l'eredità di Lupin. |                   |         |
| 118                     | Diamanti della Croce del Sud 「南十字星がダイヤに見えた」 - Minami jūjisei ga daia ni mieta | 14 gennaio 1980   |         |
| 118                     | Lupin e la sua banda sono intenzionati a rubare dei diamanti nascosti in una croce costruita dal capitano Cook su un'isola ad est di Rabaul, ma vengono attaccati da un uomo giapponese, il sergente Iwahiro, che crede che ci sia ancora la seconda guerra mondiale. |                   |         |
| 119                     | Lupin contro Lupin 「ルパンを殺したルパン」 - Rupan o koroshita Rupan – "Lupin ammazza Lupin" | 21 gennaio 1980   |         |
| 119                     | Fujiko finge la propria morte con l'aiuto di uno scienziato che vuol rubare la cassaforte dove Lupin ha nascosto il suo più prezioso tesoro. A far da guardia alla cassaforte Lupin ha messo a suo tempo un minotauro creato dai nazisti, che riesce a prendere le sembianze di chi prova ad aprirla. |                   |         |
| 120                     | I fantasmi rossi 「フランケンシュタイン ルパンを襲う」 - Furankenshutain - Rupan o osō – "Frankenstein - Attacca Lupin" | 28 gennaio 1980   |         |
| 120                     | Ogni volta che Lupin e la sua banda tentano di rubare un tesoro, vengono sempre anticipati dalla banda dei lupi rossi. Essi risalgono al medioevo quando hanno creato un Frankestein e combattuto i Rosacroce. Sono riapparsi in seguito anche a fianco di Hitler. Sfruttano lo spiritismo per richiamare l'anima di un antenato di Goemon che ne prende il posto. In questo modo possono rubare la pentola d'oro di Rosencroiz nascosta dall'antenato che serve a far rivivere il Frankenstein. Lupin e Jigen riescono alla fine a liberare Goemon dall'incantesimo e distruggere il mostro e i lupi rossi. |                   |         |
| 121                     | Il tesoro del nonno Edward 「オレの爺さんが残した宝物」 - Ore no giisan ga nokoshita takaramono – "Il tesoro lasciato da mio nonno" | 4 febbraio 1980   |         |
| 121                     | Lupin trova in un cappello una ricevuta che gli consente di recuperare la statuetta della Venere, tesoro che apparteneva a suo nonno, Edward I. |                   |         |
| 122                     | Il tesoro di Napoleone 「珍発見ナポレオンの財宝」 - Chinhakken Naporeon no zaihō – "Rara scoperta, la fortuna di Napoleone" | 11 febbraio 1980  |         |
| 122                     | A Parigi Margot fa vedere a Lupin che possiede un foulard che nasconde la mappa per trovare il tesoro di Napoleone. Lupin viene arrestato a Vienna e in prigione ritrova Fujiko. Vengono poi trasferiti a Tahiti per aiutare a trovare il tesoro pena la ghigliottina. Goemon e Jigen intanto scoprono il doppio gioco di Margot ma salvano entrambi. Alla fine viene svelato da Lupin che il tesoro era esploso anni prima in un esperimento nucleare nell'atollo di Bikini. Per punizione Margot viene lasciata in bikini. |                   |         |
| 123                     | Una rapina al Louvre 「泥棒はパリで」 - Dorobō wa Pari de – "Parigi è per i ladri" | 18 febbraio 1980  |         |
| 123                     | A Parigi una ragazzina di nome Françoise, sua vicina di casa nei pressi del Bois de Boulogne, chiede a Lupin di sostituire la finta Rosa di Oppenheim con quella vera, sostituita tempo prima dalla ragazzina al museo del Louvre. In cambio la ragazzina offre a Lupin la vera Stella dell'Andalusia del museo Topkapi a Istanbul ugualmente sostituita. Tutto questo era un piano della ragazzina per avere l'opportunità di conoscere Lupin di cui è ingenuamente innamorata. |                   |         |
| 124                     | 1999 viaggio popcorn 「1999年ポップコーンの旅」 - Senkyūhyakukyūjūkunen poppukōn no tabi – "1999: Un'odissea di popcorn" | 18 febbraio 1980  |         |
| 124                     | Lupin rapisce un uomo che è in grado di progettare un razzo alimentato a popcorn per andare sulla Luna. |                   |         |
| 125                     | La neve nel deserto 「オイルダラーの大謀略」 - Oil dollar (oiru darā) no bōryaku – "La grande cospirazione del petroldollaro" | 3 marzo 1980      |         |
| 125                     | A Lupin viene chiesto di fare vedere per la prima e ultima volta la neve alla principessa Ghiana prima che lei muoia. Per fare questo Lupin decide di rubare un cannone da neve che si trova nel quartiere generale del Ragno. Alla fine si scopre che Lupin è stato ingannato da Margot e dalla stessa principessa facendogli fare il lavoro al posto loro. La nazione aveva terminato il petrolio e rischiava la bancarotta, ora invece risorgerà col turismo. |                   |         |
| 126                     | La vendetta di Lady Black 「地獄へルパンを道づれ」 - Jigoku e Rupan o michizure – "Lupin cade nell'inferno" | 10 marzo 1980     |         |
| 126                     | Lady Black scommette con Margot che riuscirà ad uccidere Lupin così il ladro viene rapito insieme a Jigen e rinchiuso in una piramide dove dovrà superare delle prove per non rimanere ucciso. In realtà Lady Black non è nient'altro che il figlio della donna, morta anni prima in un incidente stradale, che vuole vendicarsi di lui in quanto il ladro sedusse sua madre. |                   |         |
| 127                     | La strategia della palla mortale 「直撃！デッドボール作戦」 - Chokugeki! Deddobōru sakusen – "Colpo diretto! Operazione palla morta" | 17 marzo 1980     |         |
| 127                     | Un gangster mafioso di nome Largo si serve di una squadra di baseball per sottrarre a Lupin un diamante che il ladro aveva rubato tempo prima. |                   |         |
| 128                     | Il piano della signora Dokonjo 「老婆とルパンの泥棒合戦」 - Rōba to Rupan no dorobō gassen – "La gara di furto della vecchia donna e Lupin" | 24 marzo 1980     |         |
| 128                     | Su un giornale vengono scritti articoli di furti che in realtà non sono mai stati compiuti da Lupin e di una ricompensa per chiunque riesca a catturarlo ma questa è solamente una scusa architettata dalla signora Dokonjo per vendere molte più copie del suo giornale. |                   |         |
| 129                     | La gentilezza di Jigen 「次元に男心の優しさを見た」 - Jigen ni otokogokoro no yasashisa o mita – "In Jigen ho visto la gentilezza dell'animo di un uomo" | 31 marzo 1980     |         |
| 129                     | Jigen e Lupin hanno intenzione di rubare il quadro della Venere Nuda. All'improvviso piomba in casa di Jigen una ragazza di nome Sandra che gli spiega che il quadro le era stato promesso per il suo matrimonio con un soldato impegnato nella guerra del paese, Jigen decide di andarlo a recuperare per consegnarlo alla ragazza. |                   |         |
| 130                     | Il capolavoro di Dalì 「ルパン対奇人二面相」 - Rupan tai Kijin nimensō – "Lupin contro il misterioso uomo dai due volti" | 7 aprile 1980     |         |
| 130                     | L'artista Dali ha intenzione di trasformare Lupin in una bandiera umana. |                   |         |
| Stagione 6 (25 episodi) | |                   |         |
| 131                     | Il segreto della spada di Goemon 「二人五ェ門斬鉄剣の謎」 - Futari Goemon. Zantetsuken no nazo – "Due Goemon. Il mistero di Zantetsu-ken" | 14 aprile 1980    |         |
| 131                     | Qualcuno attacca ed uccide poliziotti durante i suoi furti, e le ferite spingono la polizia a credere che si tratti di Goemon con la sua zantetsuken; in realtà si tratta di un criminale che è in possesso di kogatana (una spada abitualmente accoppiata alla classica katana) creata come compagna della spada del samurai; il motivo è spingere Goemon allo scoperto e impadronirsi della zantetsuken, poiché le due lame dopo un certo periodo perdono la loro efficacia e devono ripristinarsi restando a contatto per un numero fissato di ore. Imprigionata la banda Lupin con lui, l'uomo attende il passare del tempo mentre le due spade sono inutilizzabili, finché Lupin segnala a Goemon di agire e questi riesce per un soffio a battere il suo avversario; il ladro gentiluomo aveva alterato l'orologio della stanza spostandone le lancette a distanza, che erano così in ritardo. |                   |         |
| 132                     | La banda dell'Himalaya 「霊山ヒマラヤの泥棒教団」 - Reizan Himaraya no dorobō kyōdan – "La setta dei ladri della sacra montagna dell'Himalaya" | 21 aprile 1980    |         |
| 132                     | Lupin insieme a Jigen e Goemon si reca sull'Himalaya per riprendersi il tesoro di Napoleone che un membro della setta dei ladri gli aveva precedentemente rubato. |                   |         |
| 133                     | Giù le mani dal tesoro 「熱いお宝に手を出すな」 – "Giù le mani dal tesoro che scotta" | 21 aprile 1980    |         |
| 133                     | Lupin vuole rubare un tesoro che si trova in fondo ad un vulcano in Sicilia, nell'isola di Colai. Gli abitanti dell'isola, però, cercheranno in tutti i modi di impedirglielo, rivelandosi in realtà dei mafiosi. |                   |         |
| 134                     | Strategia dell'accerchiamento 「ルパン逮捕頂上作戦」 - Rupan taiho. Chōjō sakusen – "La climatica operazione per arrestare di Lupin" | 28 aprile 1980    |         |
| 134                     | Con la scusa del matrimonio Lupin è costretto da Margot a rubare dei diamanti da utilizzare come regalo di nozze. In realtà è una strategia ideata dall'Ispettore Zenigata per riuscire, finalmente, ad arrestare il ladro. |                   |         |
| 135                     | Il trio del veleno 「毒薬と魔術とルパン三世」 - Dokuyaku to majutsu to Rupan sansei – "Veleno, magia e Lupin III" | 5 maggio 1980     |         |
| 135                     | Galton, un membro della famiglia Borgia chiede a Lupin, Jigen e Goemon di fare uscire di prigione sua zia, Lucrezia Borgia IV. Lo scopo di Galton è quello di farsi dire da sua zia il luogo dove tiene nascosto il tesoro della famiglia Borgia. |                   |         |
| 136                     | La vendetta della farfalla d'oro 「ゴールドバタフライの復讐」 - Gōrudo batafurai no fukushū – "La vendetta della farfalla d'oro" | 12 maggio 1980    |         |
| 136                     | Dopo avere rubato molti Franchi svizzeri da tre casseforti, Lupin li vuole usare per acquistare una farfalla d'oro ad un'asta dove viene però battuto da Maniac che vuole usare questa farfalla per trovare una miniera d'oro. |                   |         |
| 137                     | Lavoro di squadra 「華麗なるチームプレイ作戦」 - Karei naru chīmu purei sakusen – "Una magnifica strategia di gioco di squadra" | 19 maggio 1980    |         |
| 137                     | Lupin rapisce Zenigata per farsi dire dall'ispettore il giorno e l'ora esatta in cui la Lacrima di Cleopatra arriverà al museo dove Lupin ha intenzione di rubarla. Con una strategia perfetta i quattro ladri riusciranno ad ottenere il diamante. |                   |         |
| 138                     | Il tesoro di Pompei 「ポンペイの秘宝と毒蛇」 - Ponpei no hihō to dokuja – "Il tesoro di Pompei e i serpenti velenosi" | 26 maggio 1980    |         |
| 138                     | La banda di Lupin si reca a Pompei per cercare il tesoro della città, ambito da molti ladri ma che nessuno è riuscito mai a trovare e rubare, essendo vigilato da un'infinità di serpenti. |                   |         |
| 139                     | Lo scambio dei corpi 「ルパンのすべてを盗め」 - Rupan no subete o musune – "Ruba tutto di Lupin" | 2 giugno 1980     |         |
| 139                     | A Lupin viene scambiato il corpo con quello di un vecchissimo signore prossimo alla morte. |                   |         |
| 140                     | L'addestratore dei topi 「狼は走れ豚は転がれ」 - Ōkami wa hashire. Buta wa korogare – "Lupo, corri. Maiale, cadi" | 9 giugno 1980     |         |
| 140                     | La banda di Lupin è costretta a partire per il Canada, per vedersela con un criminale che fa commettere furti a topi ammaestrati. Ma quando tenta di uccidere Lupin e lascia indietro un topolino ferito, Lupin acquisterà un prezioso alleato. |                   |         |
| 141                     | Furto al cremlino 「1980モスクワ黙示録」 - Senkyūhyakuhachijū Mosukuwa mokushiroku – "1980, la rivelazione di Mosca" | 16 giugno 1980    |         |
| 141                     | Lupin vuole rubare un prezioso lampadario di diamanti che si trova al Cremlino, durante la cerimonia d'apertura delle olimpiadi invernali del 1980 a Mosca. |                   |         |
| 142                     | Il cavallo favorito 「グランドレース消えた大本命」 - Gurando rēsu. Kieta dai honmei – "Il grosso favorito è scomparso alla Grande corsa" | 23 giugno 1980    |         |
| 142                     | Lupin ruba un cavallo durante una corsa. |                   |         |
| 143                     | Rapina alla banca di Miami 「マイアミ銀行襲撃記念日」 - Maiami ginkō shūgeki kinenbi – "Anniversario dell'irruzione nella Banca di Miami" | 30 giugno 1980    |         |
| 143                     | Il direttore della Miami Bank chiede a Lupin di rapinare la sua banca cosicché i clienti ritornino di nuovo ad affidargli tutti i loro risparmi. |                   |         |
| 144                     | Margot rapita 「不二子危機一髪救出作戦」 - Fujiko kiki ippatsu. Kyūshutsu sakusen – "Operazione di salvataggio pericolosa per Fujiko" | 7 luglio 1980     |         |
| 144                     | Due ex ladri rapiscono Margot e Lupin dovrà salvarla utilizzando il suo corpo per aprire la grande cassaforte in cui è stata rinchiusa. |                   |         |
| 145                     | Albatros, le ali della morte 「死の翼アルバトロス」 - Shi no tsubasa Arubatorosu – "Albatros, le ali della morte" | 14 luglio 1980    |         |
| 145                     | Lupin e la sua banda devono vedersela con un folle scienziato che ha progettato bombe atomiche in miniatura da vendere al mercato nero, il quale non ha esitato a catturare Margot che era riuscita a rubargli un innesco. |                   |         |
| 146                     | Lupin è sconfitto 「ルパン華麗なる敗北」 - Rupan karei naru haiboku – "La splendida sconfitta di Lupin" | 21 luglio 1980    |         |
| 146                     | Un bambino molto intelligente di nome Romanov sfida Lupin. |                   |         |
| 147                     | La sirena del sole di mezzanotte 「白夜に消えた人魚」 - Byakuya ni kieta ningyo – "La sirena scomparsa nel sole di mezzanotte" | 28 luglio 1980    |         |
| 147                     | Margot chiede a Lupin di rubare una statua di cristallo chiamata La Sirena che sta per essere trasportata a Bergen, in Norvegia, dal sindaco della città che l'aveva acquistata dallo scultore che l'aveva costruita prendendo come soggetto proprio Margot. |                   |         |
| 148                     | Il bersaglio è a 555 metri 「ターゲットは555M」 - Target (tāgetto) wa gohyakugojūgo mēta – "Il bersaglio è a 555 metri" | 4 agosto 1980     |         |
| 148                     | Per rubare dei diamanti che verranno venduti ad un'asta, Jigen dovrà essere un cecchino infallibile perché il grattacielo in cui sono custoditi è dotato di sistemi di sorveglianza insuperabili. Il pistolero è costretto a centrare lo stesso bersaglio da una distanza di 555 m, da una trave appesa ad una gru di un cantiere edile, in balia del vento. |                   |         |
| 149                     | Furto alla mecca 「ベールをはいだメッカの秘宝」 - Veil (beiru) o haida Mekka no hihō – "Il tesoro della Mecca indossava un velo" | 11 agosto 1980    |         |
| 149                     | Lupin, Jigen e Goemon si recano a La Mecca per rubare il tesoro sacro di Maometto. Ma è tutto uno stratagemma di Margot per costringere a Lupin a farle guadagnare una grossa ricompensa. |                   |         |
| 150                     | Sinfonia per pianoforte 「ピアノ交響曲「動物園」」 - Piano kōkyōkyoku. "Dōbutsuen" – "Sinfonia per pianoforte. "Zoo"." | 18 agosto 1980    |         |
| 150                     | Margot chiede a Lupin di rubare il pianoforte di Jovic cosicché il pianista Kalenskiy lo possa suonare per lei. |                   |         |
| 151                     | Il tranello mortale 「ルパン逮捕ハイウェイ作戦」 - Rupan taiho. Haiwei sakusen – "L'arresto di Lupin. Operazione principale" | 25 agosto 1980    |         |
| 151                     | Lupin vuole rubare dei diamanti grezzi provenienti da Sudafrica però viene scoperto da Zenigata, così l'ispettore decide di tendergli una trappola per arrestarlo. |                   |         |
| 152                     | I cappelli di Jigen 「次元と帽子と拳銃と」 - Jigen to bōshi to kenjū to – "Jigen, un cappello, una pistola" | 1º settembre 1980 |         |
| 152                     | A Jigen vengono bruciati tutti i suoi cappelli, ed è una tragedia perché riesce a sparare solamente quando sulla testa ha uno di questi. É opera di un Minnesota Fats, killer e giocatore di biliardo che ha costruito una speciale pistola i cui proiettili rimbalzano sulle pareti come le palle da biliardo. Questi lavora per il vicepresidente di una grande banca, poiché il suo defunto capo ha decretato nel suo testamento che il suo successore dovrà essere il più abile pistolero del mondo (poiché il morto aveva l'hobby di collezionare pistole). Fats ha ucciso tutti i possibili pretendenti per contro del vicepresidente, ma Margot ha informato l'avvocato ed esecutore testamentario del morto di Jigen. Inutili i tentativi di usare altri cappelli. Jigen decide sfidare comunque Fats per orgoglio, ricevendo perfino l'approvazione di Zenigata (venuto ad arrestare Lupin, ha origliato tutto), ma Lupin escogita un piano. Il giorno dopo, Jigen e Fats si sfidano, ma il pistolero fugge trascinandosi dietro il suo killer fino ad una montagna innevata; lì la pistola di Fats non ha effetto per via della neve, ma soprattutto mentre Jigen spara col silenziatore Fats fa rumore e provoca una valanga che lo seppellisce. Si salvano solo JIgen e l'avvocato che seguiva Fats, e questi dichiara Jigen vincitore. |                   |         |
| 153                     | Denaro dal paradiso 「神様のくれた札束」 - Kamisama no kureta satsutaba – "Le banconote venute da Dio" | 8 settembre 1980  |         |
| 153                     | L'Interpol ha confiscato molti soldi alle organizzazioni criminali di tutto il mondo e questo denaro viene affidato al controllo di Zenigata. Lupin vuole a tutti i costi rubarli durante il trasporto ad una banca svizzera. |                   |         |
| 154                     | L'oro di Hexagon 「ヘクサゴンの大いなる遺産」 - Hekusagon no ooinaru isan – "La grande eredità di Hexagon" | 15 settembre 1980 |         |
| 154                     | Lupin vuole impossessarsi dell'oro che si trova nella banca di Laica del Grand Hexagon, che si trova al confine tra la Spagna e la Francia. |                   |         |
| 155                     | I ladri amano la pace 「さらば愛しきルパンよ」 - Saraba itoshiki Rupan yo – "Addio, mio amato Lupin" | 22 settembre 1980 |         |
| 155                     | Siamo a Tokyo. Nel cielo sta volando un robot che pare sia stato rubato da Lupin per commettere rapine. Zenigata, interessatosi al caso, scopre che il robot è pilotato da una giovane donna di nome Maki e la banda è composta da imitatori di Lupin, Jigen e Goemon. Il vero mandante è il presidente di una industria bellica, desideroso di farsi pubblicità nel mercato delle armi. Questi ha prima commissionato robot da guerra al padre di Maki, e quando costui si è accorto di cosa stava facendo lo ha fatto sparire. In seguito ha abbindolato Maki dicendole che così poteva sbarazzarsi progressivamente di tutte le armi del mondo, ma ora la tradisce e la mette sul robot imbottito di esplosivo. Però Zenigata riesce a salire a bordo e la aiuta, rivelando di essere il vero Lupin. Col suo aiuto Maki cattura i tre impostori e l'industriale e li consegna tramite il suo robot al vero Zenigata, che li arresta. Lupin, Jigen e Goemon lasciano la città diretti verso il monte Fuji, finché non vengono sorpassati da Margot e Lupin parte al suo inseguimento. |                   |         |